# Serra de Meira

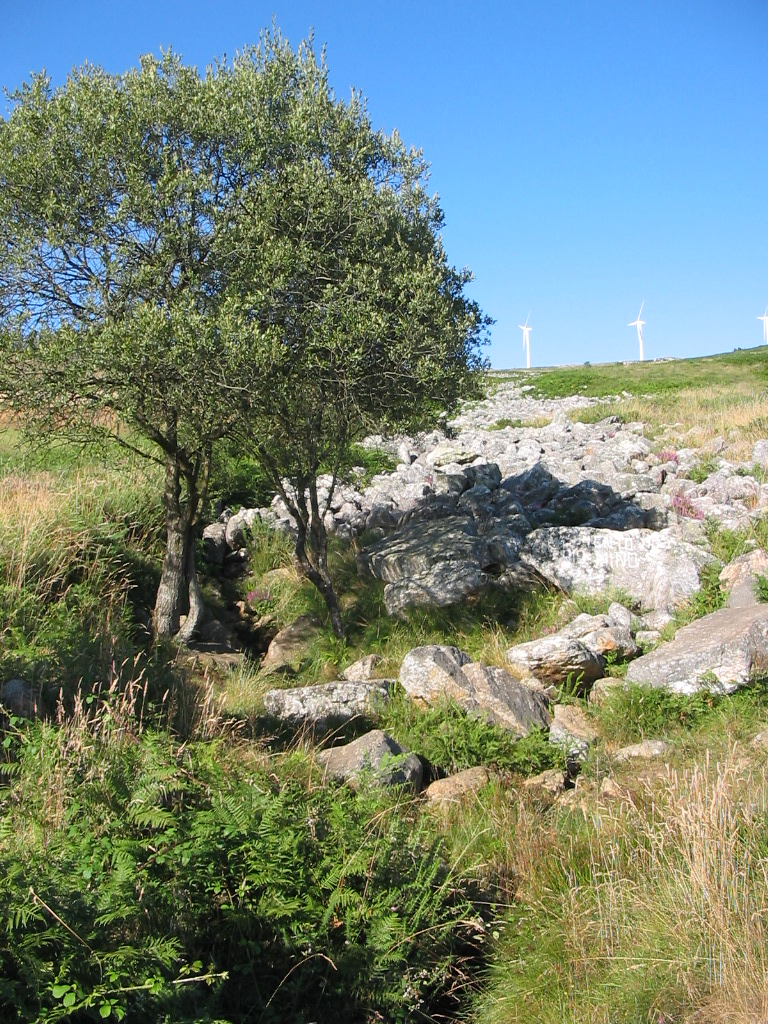
Naixement del Miño a la serra de Meira.

La serra de Meira és una serralada de la província de Lugo que pertany al massís Galaic i forma part de les serres orientals de Galícia.
S'estén a l'oest del curs del riu Eo. A la seva cara oest, al Pedregal de Irimia, hi neix el riu Miño. El cim més elevat és el monte Meira, de 896 metres.